# Dźwiersztyny
Dźwiersztyny (deutsch Schwirgstein) ist ein Dorf in der polnischen Woiwodschaft Ermland-Masuren. Es gehört zur Gmina Pasym (Stadt-und-Land-Gemeinde Passenheim) im Powiat Szczycieński (Kreis Ortelsburg).

## Geographische Lage
Dźwiersztyny liegt in der südlichen Mitte der Woiwodschaft Ermland-Masuren, 13 Kilometer westlich der Kreisstadt Szczytno (deutsch Ortelsburg).

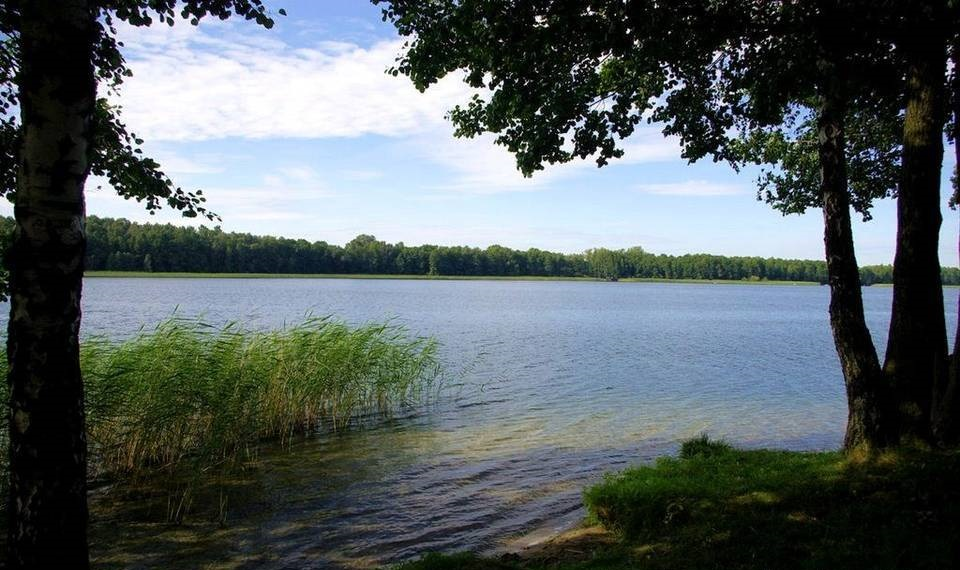
See in Dźwiersztyny

## Geschichte
Ist das Gründungsdatum von Dźwiersztyny auch nicht zu ermitteln, so ist jedoch das Jahr der Ersterwähnung bekannt: 1414. Im Jahre 1429 erneuerte Hochmeister Paul von Rußdorf die Handfeste für Einwohner im damaligen Schwyrgsten. Und vom 13. März 1774 stammt eine Erneuerungshandfeste, die Hochmeister Heinrich Reffle von Richtenberg ausgestellt hat.
Im Jahre 1874 erfolgte die Eingliederung Schwirgsteins in den neu errichteten Amtsbezirk Nareythen (polnisch Narajty) im ostpreußischen Kreis Ortelsburg, dem das Dorf bis 1945 angehört hat. Im Jahre 1910 waren in Schwirgstein 258 Einwohner gemeldet. Ihre Zahl belief sich 1933 auf 271 und 1939 auf 251.
In Kriegsfolge wurde Schwirgstein 1945 mit dem gesamten südlichen Ostpreußen Teil Polens. Das Dorf erhielt die polnische Namensform „Dźwiersztyny“ und ist heute mit dem Sitz eines Schulzenamtes (polnisch Sołectwo) eine Ortschaft im Verbund der Stadt-und-Land-Gemeinde Pasym (Passenheim) im Powiat Szczycieński (Kreis Ortelsburg), bis 1998 der Woiwodschaft Olsztyn, seither der Woiwodschaft Ermland-Masuren zugehörig. Im Jahre 2011 zählte Dźwiersztyny 66 Einwohner.

## Kirche
Evangelischerseits war Schwirgstein bis 1898 in die Kirche in Passenheim, danach in die Kirche Neuhof (Kreis Neidenburg) (polnisch Nowy Dwór) in der Kirchenprovinz Ostpreußen der Kirche der Altpreußischen Union eingepfarrt. Katholischerseits gehörte Schwirgstein zur Stadt Passenheim im Bistum Ermland. Heute ist Dźwiersztyny in die römisch-katholische Pfarrei Nowy Dwór eingegliedert, die zum Erzbistum Ermland gehört. Evangelischerseits ist das Dorf jetzt zur Kirche in Pasym innerhalb der Diözese Masuren der Evangelisch-Augsburgischen Kirche in Polen zugehörig.

## Schule
Schwirgstein bildete mit dem Nachbarort Georgensguth (polnisch Jurgi) einen Schulverband. 1886 wurde hier eine zweiklassige Schule errichtet. Im Jahre 1902 jedoch trennte sich der Verband, und Georgensguth erhielt eine eigene Schule.

## Verkehr
Dźwiersztyny ist von der polnischen Landesstraße 53 (frühere deutsche Reichsstraße 134) über Nebenstraßen von Pasym (Passenheim) und von Grom (Grammen) aus zu erreichen. Beide Orte sind auch die nächsten Bahnstationen an der Bahnstrecke Olsztyn–Ełk.